# Anania di Shirak
Anania Shirakatsi (in armeno Անանիա Շիրակացի?, AFI: [anania ʃiɹakʼatsʰi]), noto anche come Ananias di Shirak (Provincia di Shirak, 610 – 685) è stato un matematico, astronomo e geografo armeno.

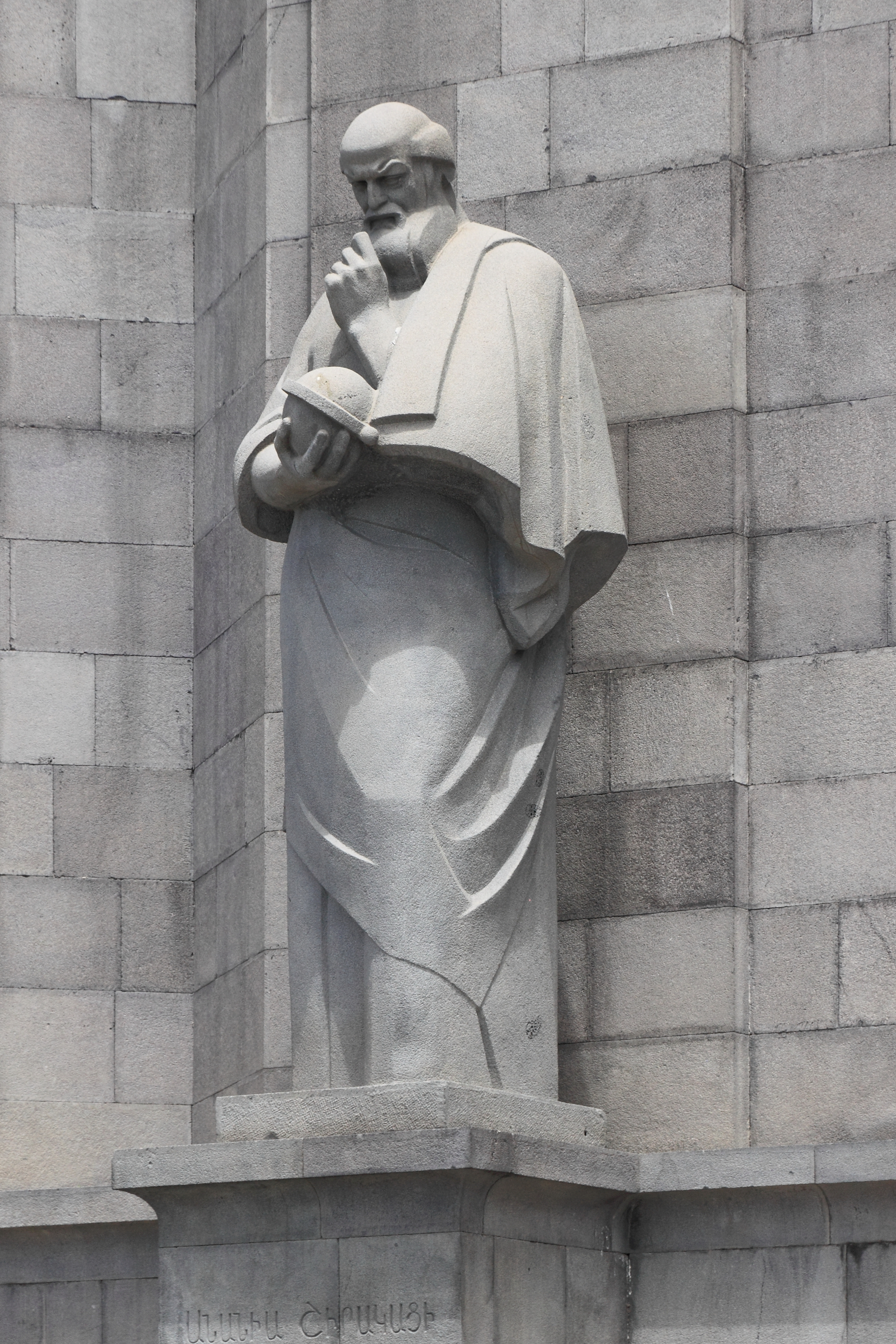
Statua di Anania di Shirak.

Le sue opere più famose sono Geografia ("Ashkharatsuyts" in armeno), e Cosmografia (Tiezeragitutiun).

## Biografia
Gli studiosi sono incerti sul luogo esatto della nascita di Anania. Alcuni storici pensano che sia nato a Shirakavan, mentre altri ipotizzano la sua nascita in un villaggio nella provincia di Shirak o nella città di Ani. Diversamente da molti altri personaggi importanti, Anania lasciò un'autobiografia. Egli era il figlio di Giovanni (Hovhannes) di Shirak e possibilmente un membro della nobile famiglia Kamsarakan o dei principi Arsharuni della regione. Si è creduto che avesse ricevuto la sua istruzione primaria alla scuola chiamata Dprevank dove già da molto piccolo si appassionò alla matematica. Lasciò l'Armenia e viaggiò all'estero per undici anni con la speranza di riuscire a migliorare la sua cultura.
Su segnalazione di molti dei suoi amici che stavano ritornando da Costantinopoli, decise di trovare un insegnante adatto nella città di Trebisonda (allora sotto il dominio bizantino). Là incontrò, mettendosi sotto la sua tutela, un rinomato studioso greco che parlava l'armeno, Tychikos, trascorrendovi otto anni e imparando la matematica. Anania trasse grande vantaggio dagli insegnamenti del suo mentore, come viene evidenziato nei suoi scritti autobiografici,
«[I] … acquisii una perfetta padronanza della matematica. Inoltre, imparai anche alcuni elementi di altre scienze.»
Lasciò Bisanzio e ritornò nella sua patria nel 651, determinato a diffondere la sua conoscenza tra gli amici armeni, aprendo una scuola dove si insegnava il quadrivio e realizzando manuali per istruire i suoi studenti.

## Opere

### Calendario armeno
Il centro di insegnamento fondato da Anania non poteva costituirsi in un momento migliore ed era il benvenuto durante un'epoca in cui lo studio della matematica andava declinando. Dopo avere insegnato per diversi anni, guadagnò notorietà e reputazione per tutta l'Armenia e all'estero. L'inizio di una delle sue più significative realizzazioni avvenne nel 667 quando la chiesa apostolica armena lo invitò a Dvin chiedendogli di modificare il calendario armeno da un sistema mobile a uno fisso.

Prendendo in considerazione le incompatibilità della settimana di sette giorni, il mese lunare, e l'anno solare, lavorò per due anni dividendo un sistema basato sul ciclo di 532 anni. La soluzione di Anania, tuttavia, non fu mai applicata.

### Geografia
Fra tutte le sue opere di Anania, la meglio conosciuta è l'Ashkharatsuyts (Geografia), un atlante storico che fornisce informazioni dettagliate sulle 15 province armene. Anania dà una descrizione generale della "terra, la sua superficie, le zone climatiche, i mari" e includendovi anche informazioni sulle regioni confinanti con l'Armenia. Fino a tempi recenti l'opera è stata attribuita allo storico armeno Movses Khorenatsi, ma adesso gli esperti, come Robert Hewsen e Suren T. Yeremyan, concordano sul fatto che sia stata scritta da Anania stesso. Babken Harutyunyan, Direttore alla Cattedra di Storia Armena all'Università Statale di Yerevan, comunque contesta questo ritenendo che Movses Khorenatsi fosse il vero autore in base a "tutti quei manoscritti dell' 'Ashxarhatsoyts' che mantengono il nome dell'autore, senza eccezione, indicando il Patmahayr [padre della storia] Movses Xorenatsi come autore dell'opera".
L'Ashkharatsuyts riporta i dettagli e i rilevamenti dell'antica patria dei bulgari nella zona del Monte Imeon dell'Asia Centrale. Il manoscritto più antico nel campo della geografia armena conservato alla Matenadaran, a Erevan, è proprio l'Ashkharatsuyts di Anania.

### Astronomia
Anania scrisse anche la Cosmografia e il Calendario, un'opera di 48 capitoli riguardanti astronomia, meteorologia, e geografia fisica. Inoltre descrisse il mondo come «un uovo con un tuorlo sferico (il globo) circondato da uno strato di bianco (l'atmosfera) e coperto con un duro guscio (il cielo)».

## Eredità
Anania viene considerato il fondatore dello studio delle scienze naturali in Armenia. Per secoli, i suoi lavori vennero utilizzati nelle scuole armene come libri di testo. La medaglia Anania Shirakatsi è un Riconoscimento Statale Armeno per scienziati, specializzati in scienze economiche e naturali, ingegneri e inventori. Nel 2005, la Banca Centrale della Repubblica di Armenia emise una moneta commemorativa di Anania Shirakatsi.